# Корней Чуковски
Корней Иванович Чуковски (на руски: Корней Иванович Чуковский) е псевдонимът на руския и съветски писател, критик, преводач и очеркист Николай Василевич Корнейчуков (на руски: Николай Васильевич Корнейчуков).
Той е сред най-популярните детски поети в СССР. Неговите изобретателни и находчиви рими са лесни за запомняне, а литературните му образи – абсурдни. Поемите му Крокодил, Телефон и др. са били любими на много поколения в СССР, стихове от негови поеми, особено Телефон са били често цитирани и използвани като изрази в съветските медии и ежедневните разговори. Той е бил също така влиятелен литературен критик и есеист.

## Биография
Корней Чуковски е роден на 31 март (19 март стар стил) 1882 г. в Санкт Петербург.
Учи в гимназия в Одеса. След като я завършва, Чуковски започва кариера в журналистиката, пишейки за вестник „Одески новини“ от 1901 до 1905 г., като за 2 години от този период е кореспондент на вестника в Лондон.
През 1905 – 1908 г. работи като редактор на сатиричното списание „Сигнал“ и започва с книга за Леонид Андреев поредица от мемоари и анализи, които обхващат 3 поколения от руския литературен живот. По онова време започва да превежда произведения на английски и американски автори, най-видните имена от които са Чарлс Дикенс, Марк Твен и Уолт Уитман.
Преводите и критиката, които Чуковски е написал, са високо ценени. Особено важен е неговият труд върху творчеството на руския поет от ХІХ век Николай Некрасов. Въпреки това Чуковски дължи своето име на детската литература, която създава. Смятан е от мнозина за първия руски автор на модерна детска литература. Някои от неговите стихотворения, като „Крокодил“ (1917), „Мий без спир“ (1923) и „Голяма хлебарка“ (1923), са считани за класика в жанра. Техните рими и приятен вид нямали нищо общо с дореволюционните скучни произведения, които били характерни за тогавашното стихотворство. В творчеството на Чуковски баналните теми за съдружие и обществена отговорност са винаги с второстепенно значение, като на преден план излизат самите ярки истории. Те са изпъстрени с въображаеми случки за всекидневни ситуации и със същества, които са познати на децата.
Направени са театрални, филмови и дори оперни и балетни адаптации по негови произведения (композиторът Сергей Прокофиев продуцирал някои от тях), като те били много популярни през ХХ век.
Чуковски е автор на книгата „От две до пет“ (1933 г.), която изследва детската реч и психика. Тя веднага станала любимо ръководство на родителите на малки деца и заради това има над двадесет издания.
Корней Чуковски умира на 28 октомври 1969 г. в Москва, Русия.
Литературното си наследство завещава на една от четирите си дъщери – писателката Лидия Чуковска. С нейно съдействие е оформен музей на писателя в „Селото на писателите“ край Москва.